# Evangelische Kirche Rheinberg

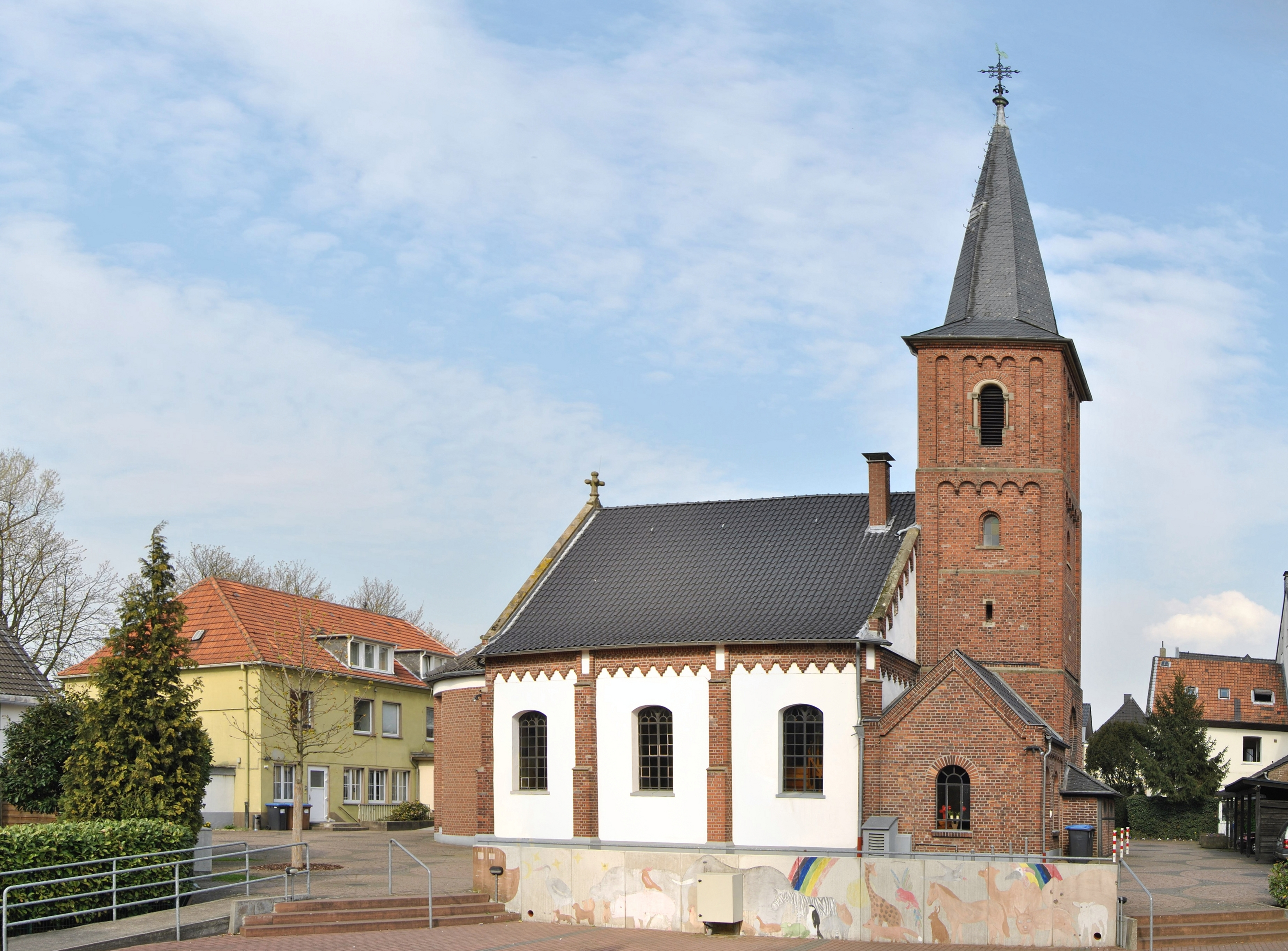
Die Evangelische Pfarrkirche Rheinberg, Ansicht von Westen (2012)

Die Evangelische Kirche in Rheinberg am Niederrhein im Kreis Wesel in Nordrhein-Westfalen ist eine evangelische Saalkirche im Norden des Stadtzentrums. Das heutige denkmalgeschützte Gebäude wurde 1464 als Scheune erbaut und 1768 zur Kirche umgebaut. Ihre heutige Gestalt im Stil der Neuromanik erhielt sie in den 1880er Jahren, als das Kirchenschiff umgebaut und ein neuer Turm errichtet wurde.
Die rund 3000 Mitglieder zählende Evangelische Kirchengemeinde Rheinberg, die zum Kirchenkreis Moers der Evangelischen Kirche im Rheinland gehört, gründete sich 1580 und ist zuständig für die Kernstadt Rheinbergs sowie für die Stadtteile Annaberg, Winterswick und Teile Millingens.

## Geschichte
Die Gründung der evangelischen Kirchengemeinde in Rheinberg geht in das Jahr 1580 zurück, in dem sie erstmals urkundlich erwähnt wird. 1586 kamen evangelische Prediger nach Rheinberg und verkündigten die evangelische Lehre. Zwischen 1590 und 1633 kam es während der Reformation und Gegenreformation zu Konfessionswechseln in Rheinberg. Ab 1633 erlebte die Gemeinde unter niederländischer Herrschaft eine Blütezeit und feierte ihre Gottesdienste in der heutigen katholischen St.-Peter-Kirche. Nachdem am 7. Juni 1672 Französische Truppen einmarschierten, mussten die evangelischen Gottesdienste in Privathäusern stattfinden. Dies führte dazu, dass 1686 eine 1464 erbaute Scheune zunächst erst angemietet, am 22. September 1694 dann gekauft und zu einem Betsaal umgebaut wurde. Da die zu ihr führende Zugangsfläche erst am 4. Juni 1721 erworben wurde, mussten zum Erreichen der Scheune Zinszahlungen ạbgelassen werden. Daher wurden die Gottesdienste von 1705 bis 1715 in der Kirche an der Orsoyer Straße gehalten. 1768 wurde der Betsaal zum Gottesdiensthaus umgebaut.
1883 musste die Kirche saniert werden, da das Lehmmauerwerk auseinanderzubrechen drohte und das Dach morsch war. Dabei wurden die Außenmauern durch Strebepfeiler verstärkt. Von 1885 bis 1886 folgte der Anbau des Glockenturms und der Eingangshalle, 1927 der der Sakristei. 1955 erweiterte man nach dem Krieg die Kirche um eine Apsis an der Nordseite. Im Zusammenhang dieses Innenausbaus wurden die Empore und die Orgel auf die Südseite und Kanzel sowie Altar auf die Nordseite versetzt. Eine bis dato flache Decke wurde durch ein Tonnengewölbe aus Lärchenholz ausgetauscht.
Im August 1986 wurde die Evangelische Kirche Rheinberg in die Denkmalliste der Stadt Rheinberg aufgenommen und als Baudenkmal mit der Nummer 81 eingetragen.

## Architektur
Das weiß verputzte Kirchenschiff auf rechteckigem Grundriss wird durch abgetreppte Strebepfeiler gegliedert, die in ein breites Zickzack-Fries übergehen. Große Stichbogenfenster an den Langseiten belichten den Innenraum. Ein Satteldach bedeckt das Schiff. Dem nördlichen Giebel ist ein Steinkreuz aufgesetzt. An der nördlichen Giebelseite bildet seit 1955 eine halbrunde, niedrige, unverputzte Apsis den Schluss.
Der neuromanischen Kirch- und Glockenturm der heutigen Kirche wurde zwischen 1885 und 1886 errichtet und ist 29,10 Meter hoch. Der unverputzte Turm auf quadratischem Grundriss ist gegenüber dem Schiff eingezogen. Im Osten und Westen wird er von niedrigen Querbauten flankiert, die als Eingangsbereich dienen. Der Turm wird durch umlaufende Gesimse gegliedert und hat Eckpilaster, in Rundbogenfriese übergehen. Dem Turm ist ein oktogonaler Spitzhelm aufgesetzt, der von einem Turmknauf, einem verzierten Kreuz und einem Wetterhahn bekrönt wird.

## Orgel
1707 wurde die erste Orgel eingeweiht. Sie stammt von der Schermbecker Firma Henrichen Velderhoff. Zunächst folgte 1843 eine neue Orgel, dann 1849 die nächste. Dieses zweimanualige Instrument verfügte über 15 Register und Pedal. Erbauer war der Rheinberger Orgelbauer Bernhard Tibus. Sie diente bis zum 28. Februar 1932, am 13. März des gleichen Jahres wurde eine neue Multiplexorgel von Orgelbau Ernst Seifert aus Kevelaer in der Kirche installiert. Nach dem Umbau der Kirche 1955 war diese nicht mehr einsetzbar, einzelne Register wurden jedoch in eine neue, kleinere Orgel vom Orgelbauer Bosch ersetzt.
Die derzeitige Orgel wurde 1976 in Dienst genommen. Sie wurde von der Orgelbaufirma Berthold Prengel aus Sprockhövel gebaut. Das mechanische Schleifladen-Instrument besitzt zwei Manuale und ein Pedal und ist nach Bach/Schubiger mit barocker Disposition intoniert.
| I Hauptwerk C–g3 |    |
| Rohrflöte        | 8′ |
| Oktave           | 4′ |
| Pommer           | 4′ |
| Gemshorn         | 2′ |
| Sesquialter II   |    |
| Schwiegel        | 1′ |
| Mixtur IV        |    |

| II Schwellwerk C–g3 |       |
| Gedackt             | 8′    |
| Quintade            | 8′    |
| Rohrflöte           | 4′    |
| Oktave              | 2′    |
| Quinte              | 1 ⁄3′ |
| Zimbel III          |       |
| Kummhorn            | 8′    |
| Tremulant           |       |

| Pedal C–f1 |     |
| Subbass    | 16′ |
| Oktave     | 8′  |
| Choralbass | 4′  |

- Koppeln: II/I, I/P, II/P
- Spielhilfe: Schwelltritt

Daneben hat die Kirchengemeinde noch eine Kleinorgel von der Firma Orgelbau Kreienbrink mit einem Manual, einem 8′-Register und einem zuschaltbaren 2′-Fuß-Register. Sie gehörte ursprünglich in die Kapelle des mittlerweile geschlossenen Friedhofs an der Xantener Straße.

## Glocken

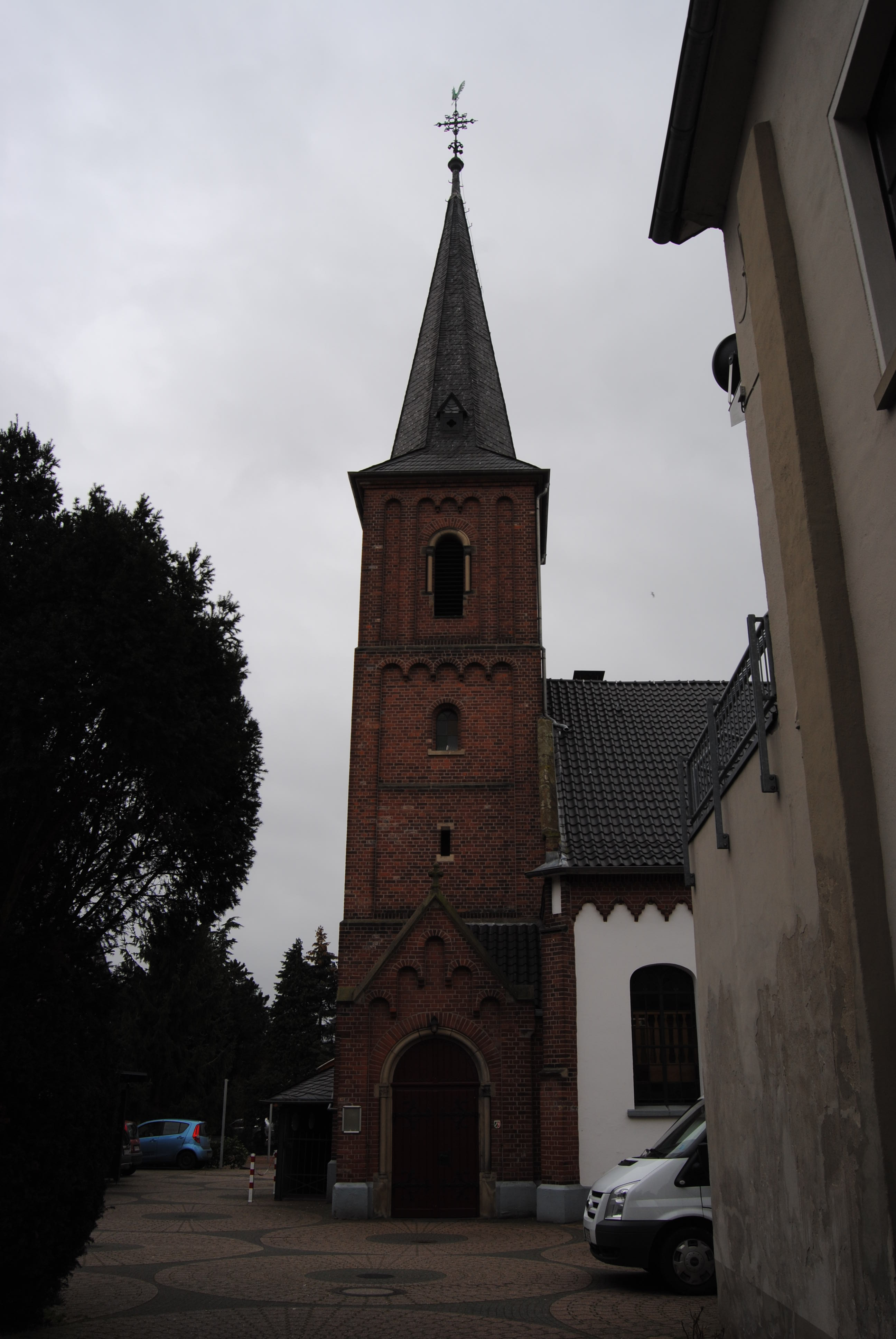
Der 1885/1886 errichtete, neuromanische Kirchturm

Die ersten beiden Glocken der Evangelischen Kirchengemeinde Rheinberg wurden 1707 in den Kirchturm an der Orsoyer Straße implementiert. Nachdem die Zugangsfläche zur ehemaligen Scheune erworben und jene Kirche nach zehn Jahren verlassen wurde, mussten 1715 die Glocken verkauft wurden. Eine ging in die Gemeinde Budberg, die andere zur Gemeinde Alpen, wo beide noch im Dienst sind. Der Kirchturm erhielt zwei Glocken der Firma Petit & Gelbrok aus Gescher. Im August 1917 läutete die kleinere Glocke zum letzten Mal und musste im Ersten Weltkrieg eingeschmolzen werden. 1933 wurde die zweite Glocke in Zahlung gegeben und dafür drei neue Glocken aus Bronze angeschafft. Zwei dieser wurden 1942 der Gemeinde enteignet und Bombensplitter beschädigten die kleinste, die der Gemeinde zunächst erhalten blieb. 1954 wurden deswegen drei neue Glocken aus Gussstahl von der Firma Bochumer Verein für den Kirchturm erschaffen. In jede Glocke wurde ein Bibelvers eingeprägt.
|             | f-Glocke                                | as-Glocke                                    | b-Glocke                    |
| ----------- | --------------------------------------- | -------------------------------------------- | --------------------------- |
| Gewicht     | 775 kg                                  | 432 kg                                       | 294 kg                      |
| Durchmesser | 1260 mm                                 | 1045 mm                                      | 920 mm                      |
| Bibelvers   | Ich bin die Auferstehung und das Leben. | Ich bin der Weg, die Wahrheit und das Leben. | Ich bin das Licht der Welt. |